# إيلانا ديان
 إيلانا ديان (العبرية: אילנה דיין), (8 مايو 1964)، هي صحفية استقصائية إسرائيلية شهيرة، تنتج، تحرر وتقدم منذ عام 1993 برنامج التحقيقات باللغة العبرية «حقيقة» (العبرية: עובדה-عوفدا)، وتقدم برنامج الاخبار الصباحي في اذاعة الجيش الاسرائيلي غالي تساهل.
ولدت في الارجنتين وهاجرت إلى إسرائيل عام 1970 ، تربطها قرابة عائلية بعيدة بموشيه ديان. درست القانون في جامعة تل ابيب ومن ثم انهت اللقب الثاني والدكتوراه (J.S.D.) في جامعة ييل الامريكية. إلى جانب عملها الاعلامي، تحاضر في مجال القانون والاعلام في جامعة تل ابيب.
برنامجها «حقيقة» انجز الكثير من التحقيقات الهامة في تاريخ الاعلام الإسرائيلي، وفي ملف قتل طفلة فلسطينية بريئة في رفح من قبل جنود في الجيش الاسرائيلي، تم مقاضاتها من قبل الجنود بتهمة التشهير، وخسرت القضية في المحكمة العليا.
في إحدى مقابلاتها، سألت رئيس الاركان الإسرائيلي دان حالوتس عن شعور الطيار الذي يطلق قذيفة إلى غزة من الطائرة، اجابته اعتبرت فضيحة حيث لم يفهم قصدها واجاب: «أن كنتي تريدين معرفة شعوري عندما أقوم باطلاق قذيفة من الطائرة، فجوابي هو أني اشعر باهتزاز صغير بالجناح نتيجةً لاطلاق القذيفة، وبعد ثانية ينتهي الاهتزاز، هذا كل شيء هذا ما أشعر به.»
في أحد تحقيقاتها كشفت سيرة حياة وتورط الوزير الإسرائيلي الصهيوني السابق رحبعام زئيفي في اغتصاب لنساء والعديد من التصرفات المشينة غير الاخلاقية والقانونية.
اجرت كذلك عشرات المقابلات الهامة مع ابرز الشخصيات الإسرائيلية، والقيادات العالمية منها مقابلة مع الرئيس التركي اردوغان.
في العام 2016 دخلت في مواجهة مع رئيس الوزراء الإسرائيلي نتنياهو الذي وصفها باليسارية المتطرفة، بعد ان نشرت تقرير حول تدخل زوجته في إدارة مكتب رئيس الحكومة. 
حازت على العديد من الجوائز، منها جائزة سوكولوف للصحافة في إسرائيل.

## روابط خارجية
- إيلانا ديان على موقع IMDb (الإنجليزية)